# 噶尔藏布
噶尔藏布（藏語：སྒར་གཙང་པོ，威利转写：sgar gtsang po）一作噶尔河、噶尔曲，是印度河上游狮泉河的一条支流，位于中国西藏自治区西部，发源于冈底斯山南麓，流向西北方向，在噶尔县扎西岗乡汇入狮泉河。全长196公里，流域面积6060平方公里。

## 参見
- 加果拉达坂